# Ixtayotla
Ixtayotla är en ort i Mexiko.   Den ligger i kommunen Zacualpan och delstaten Mexiko, i den södra delen av landet, 110 km sydväst om huvudstaden Mexico City. Ixtayotla ligger 1 767 meter över havet och antalet invånare är 226.
Terrängen runt Ixtayotla är bergig, och sluttar västerut. Runt Ixtayotla är det ganska tätbefolkat, med 54 invånare per kvadratkilometer. Närmaste större samhälle är Zacualpan, 7,9 km nordost om Ixtayotla. I omgivningarna runt Ixtayotla växer huvudsakligen savannskog.